# Mårten Olaus Beurling
Mårten Olaus Beurling, född 1744 i Norrköping, Östergötlands län, död 6 oktober 1796 i Norrköping (Sankt Olof), Östergötlands län, var en svensk länsbyggmästare.

## Biografi
Mårten Olaus Beurling föddes 1744. Han var son till järnsmeden Håkan Beurling och Anna Beata Boman i Norrköping. Beurling var gift med Hedvig Maria Planér och arbetade som länsbyggmästare i Östergötlands län. Han avled 1796 i Norrköping.

## Utförda arbeten (urval)
- Strå kyrka (1771).[5]
- Loftahammars kyrka (1775–1777).[6]
- Ringarums kyrka (1777–1779).[7]
- Tryserums kyrka (1782–1784).[8]
- Regna kyrka (1785–1787).[9]

## Bildgalleri

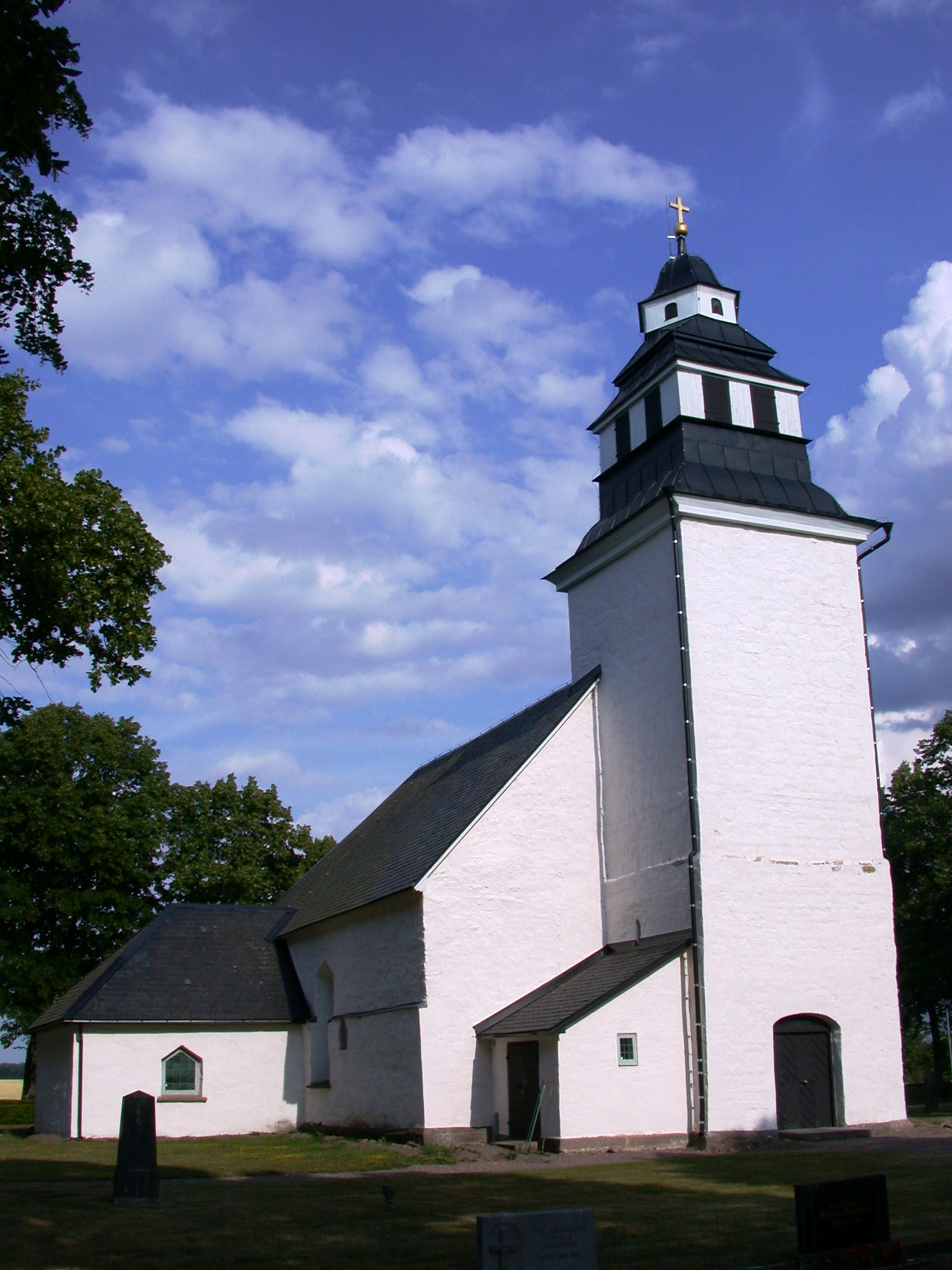
Strå kyrka.
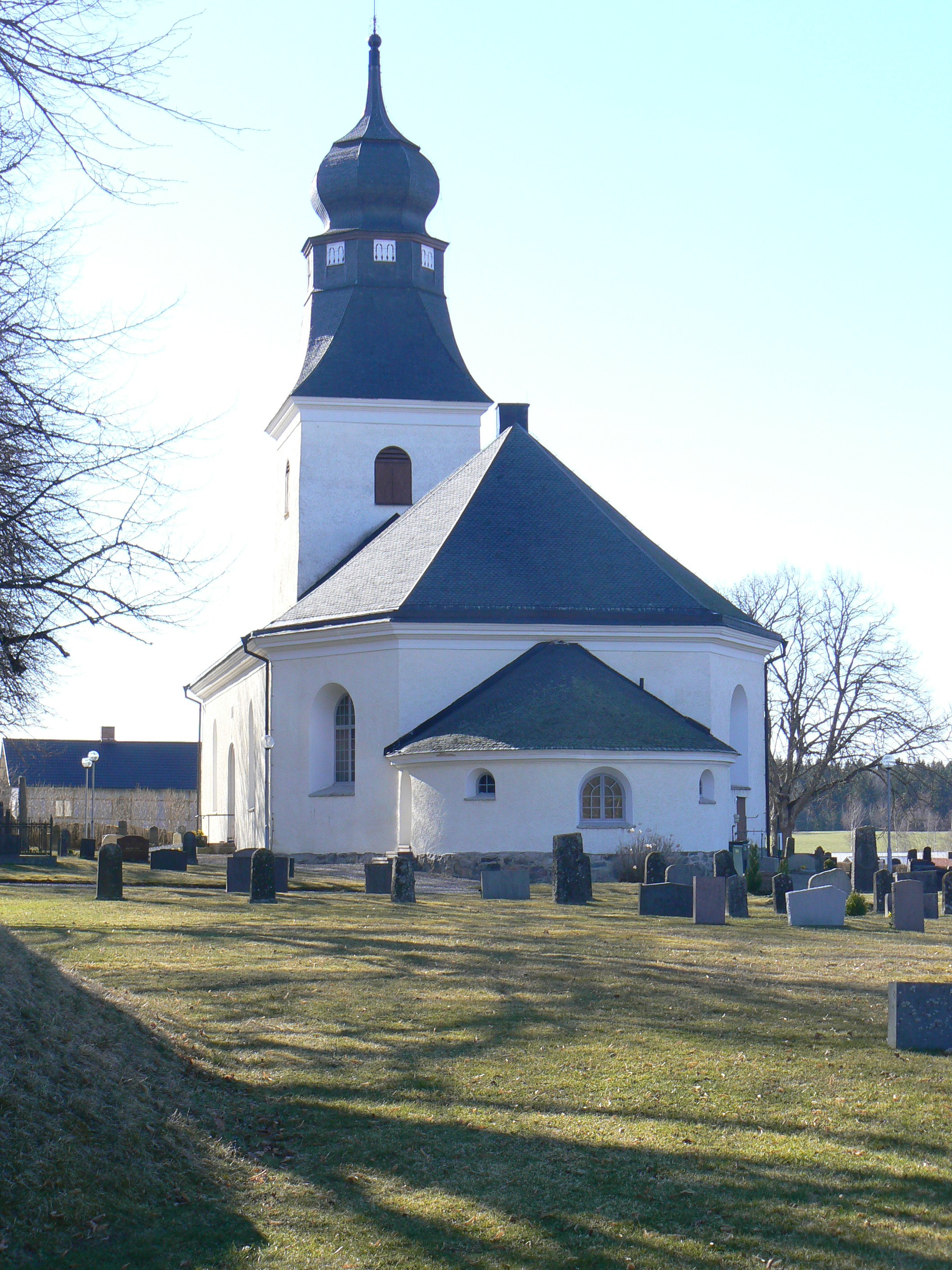
Regna kyrka.
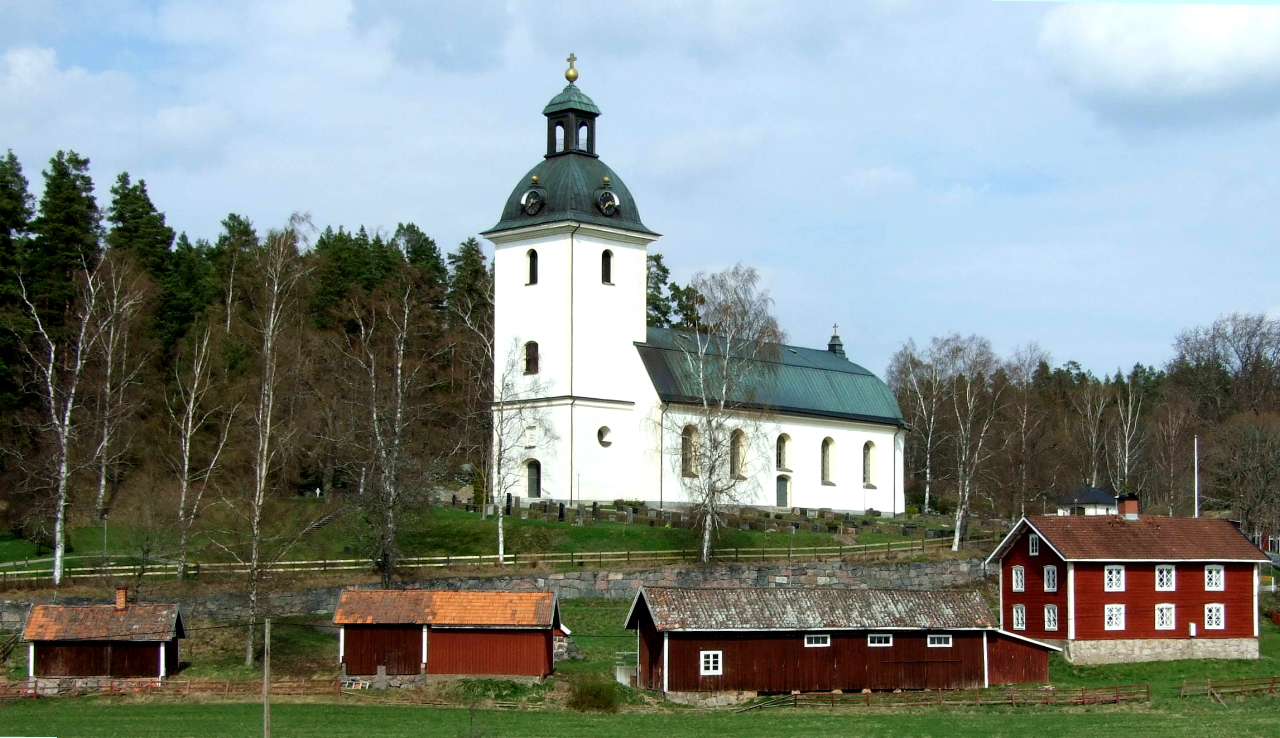
Tryserums kyrka.